# Mehádia község
Mehádia község (románul: Comuna Mehadia) község Krassó-Szörény megyében, Romániában. Központja Mehádia, beosztott falvai Bolvásvölgy, Ekés, Golbor.

## Népessége
A 2011-es népszámlálás adatai alapján a község népessége 4128 fő volt.